# Ментилацетат
Ментилацетат — сложный эфир ментола и уксусной кислоты. Относится к терпеноидам природного происхождения.

## Свойства
Ментилацетат является бесцветной прозрачной жидкостью. Обладает фруктово-мягким запахом. Малорастворим в воде, пропиленгликоле и глицерине, но хорошо растворяется в этаноле и других органических растворителях.

## Нахождение в природе и получение
Ментилацетат обнаруживается в ряде эфирных масел, в частности, в мятном. Его получают ацетилированием ментола.

## Применение
Ментилацетат используется в качестве компонента пищевых эссенций и в парфюмерии.